# أليكس ووكر
أليكس ووكر (بالإنجليزية: Alex Walker)‏ (25 أبريل 1984 المملكة المتحدة - ) هو لاعب كرة قدم بريطاني يلعب كلاعب وسط.

## روابط خارجية
- أليكس ووكر على موقع قاعدة بيانات كرة القدم.إي يو (الإنجليزية)
- أليكس ووكر على موقع Soccerbase.com (لاعب) (الإنجليزية)